# Aqueduc de la Rivière-Saint-Pierre
L'aqueduc de la Rivière-Saint-Pierre, nommé à l'origine l'aqueduc no 2, est un ouvrage d'ingénierie située dans le secteur de Saint-Timothée de Salaberry-de-Valleyfield. Ce tunnel de maçonnerie a été construit en 1842 et 1843 dans le but de faire franchir l'ancienne rivière Saint-Pierre à l'ancien canal de Beauharnois, qui a été en fonction de 1845 à 1907. Il constitue l'un des trois vestiges visibles et le seul vestige encore intact de l'ancien canal. Il a été classé comme site patrimonial en 2000 par le ministère de la Culture et des Communications.

## Histoire

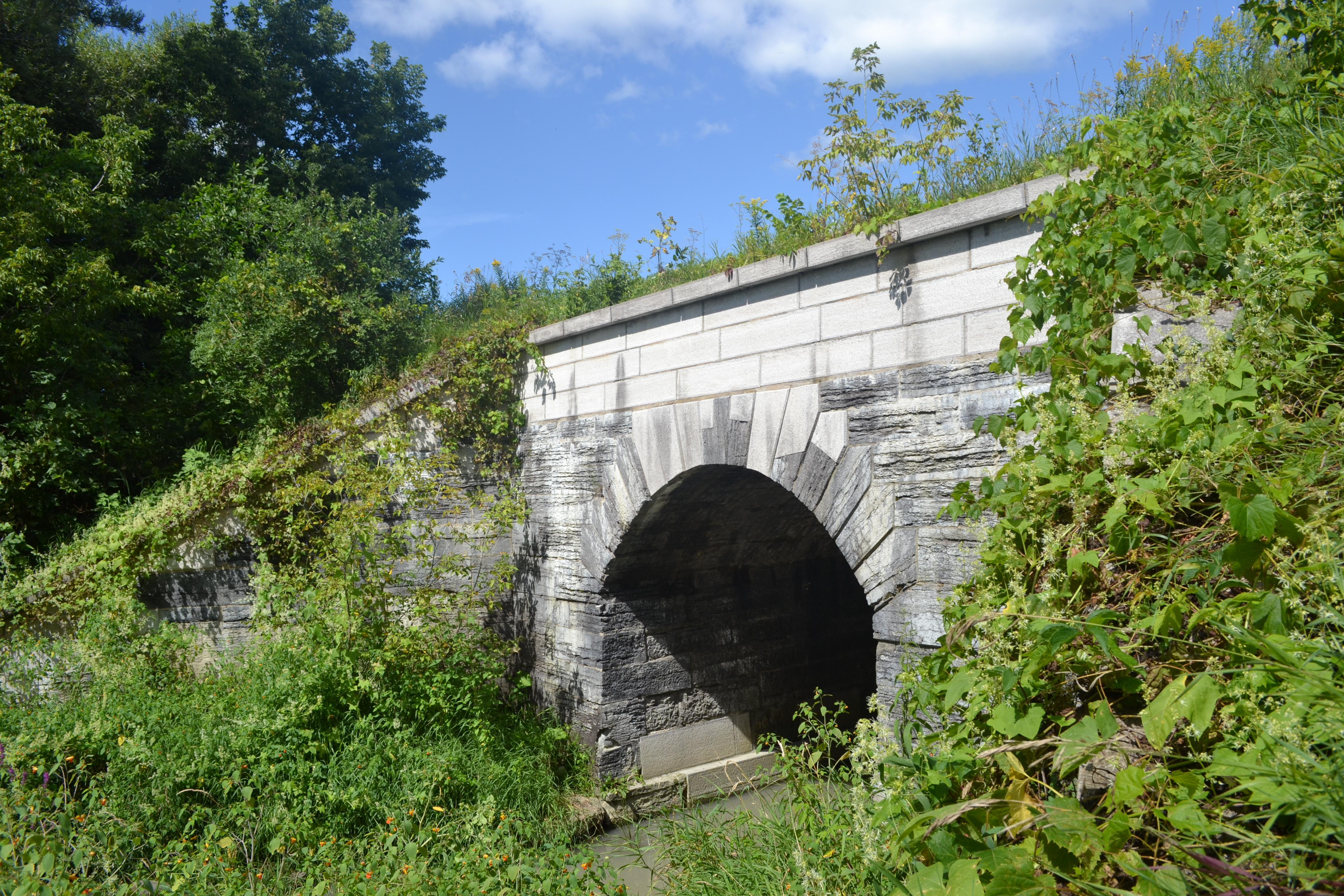
Entrée sud de l'aqueduc.

L'aqueduc de la Rivière-Saint-Pierre a été construit en 1843 et 1844 et fait partie de l'ancien canal de Beauharnois, l'un des premiers grands ouvrages d'ingénierie au Québec et au Canada. La réflexion de construire un nouveau entre Lachine et Cornwall a été débutée par le gouvernement du Bas-Canada en 1833. Il faudra attendre 1842 pour que soit prise la décision de construire un canal sur la rive Sud. Cette décision est prise par Samuel Keefer (1811-1890), ingénieur en chef du bureau des Travaux publics du Canada-Uni.
La construction du canal débute en juillet 1842. Les travaux sont exécutés selon les plans de Frederick Preston Rubidge (1806-1897), ingénieur et architecte du bureau des Travaux publics. Pour réaliser les travaux on embauche 2 500 immigrants irlandais. Au printemps 1843, insatisfaits de leurs conditions de travail, ils fomentent une grève. Le 12 juin, une manifestation est réprimée par l'armée, on compte 18 morts et quelques dizaines de blessés. Il s'agirait de l'un des premiers conflits ouvriers au Canada. Les travaux reprennent à la fin de juin sous la surveillance de 300 militaires.
Le canal est ouvert à la navigation en 1845. Il avait une longueur de 18 km entre Saint-Clément-de-Beauharnois et Valleyfield et permettait de remonter le fleuve Saint-Laurent d'une hauteur de 24,8 m grâce à l'aide de neuf écluses. Dix aqueducs, dont celui de la rivière Saint-Pierre, permet aux eaux des rivières et fossés de s'écouler sous le canal vers le Saint-Laurent.